# A Kind of Magic (televisieserie)
A Kind of Magic (Frans: Magic) is een Franse animatieserie. De serie werd aanvankelijk op Disney Channel uitgezonden, maar is later door Jetix overgenomen. De serie is in Nederland in nagesynchroniseerde vorm op Disney XD te zien. In België wordt de serie uitgezonden op Ketnet onder de naam Betoverende Bende.

## Plot
De serie gaat over een magische familie bestaande uit een oger, een fee en hun kinderen. Ze komen oorspronkelijk uit Sprookjesland, maar zijn daar verbannen omdat een huwelijk tussen een Oger en een Fee daar verboden is. Ze vluchten daarom naar de echte wereld, waar ze als gewone mensen proberen te leven. Terwijl ze allen hun best doen om zo normaal mogelijk te zijn, gaat er vaak iets mis of komen ze in een situatie terecht waar ze gedwongen magie moeten gebruiken. Het is zelden de juiste oplossing, ook al hebben ze altijd weer magie nodig om hun eigen fouten te corrigeren.
Centraal staat de zoon van het gezin, Tom.

## Personages
Tom
Tom is oplettend, spontaan en behendig. Tot tegenstelling met zijn ouders, doet hij het erg goed in de echte wereld en is zo een goede steun voor hen. Hij heeft geen goede relatie met zijn tienerzus, Cindy.
Cindy
Cindy is de zus van Tom en is, net als hij, goed ingeburgerd in de echte wereld. Ze is koppig, opstandig, maar tevens erg romantisch ingesteld. Over het algemeen gebruikt ze niet graag magie, maar wel om te krijgen wat ze wil.
Willow (Toms moeder)
Hoewel zij en haar gezin verbannen zijn, is ze erg optimistisch over alles. Alleen is ze onwetend over de gebruiken in de echte wereld, en heeft ze vaak de neiging om nogal snel haar toverstaf erbij te pakken bij problemen.
Gregore (Toms vader)
Net als Willow is hij een vreemdeling op aarde, en dat lijkt hem soms dwars te zitten. Hij is een vriendelijke vader.
Tante Ferocia
Tante Ferocia is de zus van Willow, maar in tegenstelling tot haar is ze een kwaadaardige heks die voor veel problemen heeft gezorgd in de magische wereld. Ze haat alles aan de echte wereld, en stelt alleen de criminaliteit op prijs. Ferocia wil graag dat haar neefje, Tom, net zo slecht wordt als zij, en is daardoor vaak het enige familielid die trots op hem is wanneer hij zich in de nesten heeft gewerkt.
Zijne Hoogheid
Hij is een prins die in een pad is veranderd en nu dient als het huisdier van Tom. Hij droomt ervan ooit weer een mens te worden.
Oom "G"
Oom G is een geest die zich via het telefonisch netwerk verplaatst, en uitkomt bij de mobiele telefoon van Cindy (net als een toverlamp). Hij is erg vriendelijk en zorgzaam, en helpt zijn neefje, Tom, wanneer hij problemen heeft. In tegenstelling tot Toms ouders, vertrouwt Tom meer geheimen aan oom G.
Jojo
Tom heeft een beste vriend waarmee hij veel omgaat. Hij is zich er niet van bewust dat Tom een magische familie heeft, maar weet wel dat Tom iets voor hem geheimhoudt, waardoor hij soms boos wordt omdat Tom hem niks toevertrouwt. Hij heeft altijd een groene muts op.
Candy
Candy ziet altijd de vreemde dingen die gebeuren in of rondom het huis van Tom. Ze roept altijd haar ouders wanneer ze iets ziet, maar wanneer het erop aan komt is alles weer gewoon, en twijfelt ze weer eens aan zichzelf.
Oma en Opa
De oma en opa van Tom (van vaders kant) zijn vechtlustige, en toch aardige ogers. Ze verwachten altijd dat de familie ranzig en onbeschoft is, net als echte ogers, ook al zijn ze dat niet en wil Gregore altijd een scène opzetten als ze op bezoek komen. Ze willen hun kleinzoon, Tom, leren een echte oger te zijn.

## Stemmen
| Personage     | Stem (Nederlands) | Stem (Vlaams) |
| ------------- | ----------------- | ------------- |
| Tom           | Kim van Zeben     | ???           |
| Cindy         | Nicoline Power    | ???           |
| Willow        | Ingeborg Wieten   | ???           |
| Gregore       | Simon Zwiers      | ???           |
| Tante Ferocia | Kiki Koster       | ???           |
| Uwe Hoogheid  | Timo Bakker       | ???           |
| Oom "G"       | Henk Dikmoet      | ???           |
| Candy         | ???               | ???           |

## Trivia
- De titelsong van de serie is een geremixte versie van het lied "A Kind of Magic" van Queen.